# Afriqiyah Airways

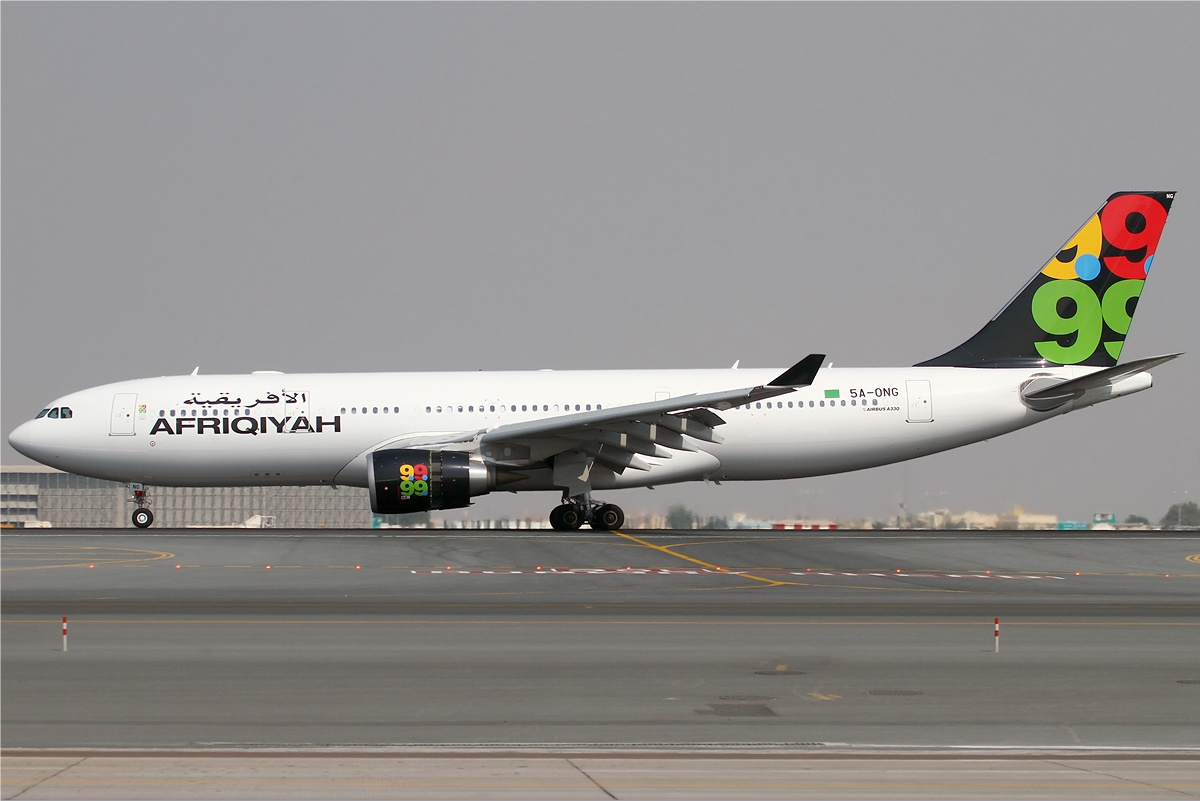
Afriqiyah Airways Airbus A330

Afriqiyah Airways är ett flygbolag baserat i Tripoli, Libyen. Det trafikerar destinationer mellan Europa och Afrika. Huvudbasen är Tripoli International Airport (TIP).

## Koder
- IATA Code: 8U
- ICAO Code: AAW

## Historia
Flygbolaget bildades i april 2001 och började flyga 1 december 2001. Flygbolaget började med Boeing 737-400 flygplan, men år 2003 införskaffades flygplan från franska Airbus. Flygbolaget är helägt av den libyska staten.

## Olycka
Under 2010 havererade ett A330 från flygbolaget i Libyen.

## Tjänster
Afriqiyah Airways trafikerade i Augusti 2014 19 destinationer runtom i Libyen och Europa, Afrika samt Asien

## Flotta
Afriqiyah Airways flotta består av följande flygplan (Augusti 2014)